# Aeroporto di Maun
L'aeroporto di Maun (IATA: MUB, ICAO: FBMN) è un aeroporto botswano situato nella parte settentrionale del tessuto urbano di Maun, centro turistico del Distretto Nordoccidentale. Indicato dalla Civil Aviation Authority of Botswana (CAAB) come International Major Airport, lo scalo è il secondo, dopo l'Aeroporto Internazionale Sir Seretse Khama della capitale Gaborone, per traffico passeggeri del paese, strategicamente importante per il turismo locale essendo accesso al Delta dell'Okavango e alla Riserva faunistica Moremi.
La struttura è posta all'altitudine di 943 m s.l.m. (3 093 ft), costituita da un terminal passeggeri, una torre di controllo e da una pista con superficie in asfalto con orientamento 08/26, lunga 3 700 m e larga 45 m (12 139 × 148 ft) ed equipaggiata con dispositivi di assistenza all'atterraggio tra i quali un impianto di illuminazione e indicatore di angolo di approccio PAPI.
L'aeroporto è di proprietà del governo botswano, è gestito da CAAB ed è aperto al traffico commerciale.